# Oospila marginata
Oospila marginata är en fjärilsart som beskrevs av W. Warren 1897. Oospila marginata ingår i släktet Oospila och familjen mätare. Inga underarter finns listade i Catalogue of Life.